# Jhapa (district)

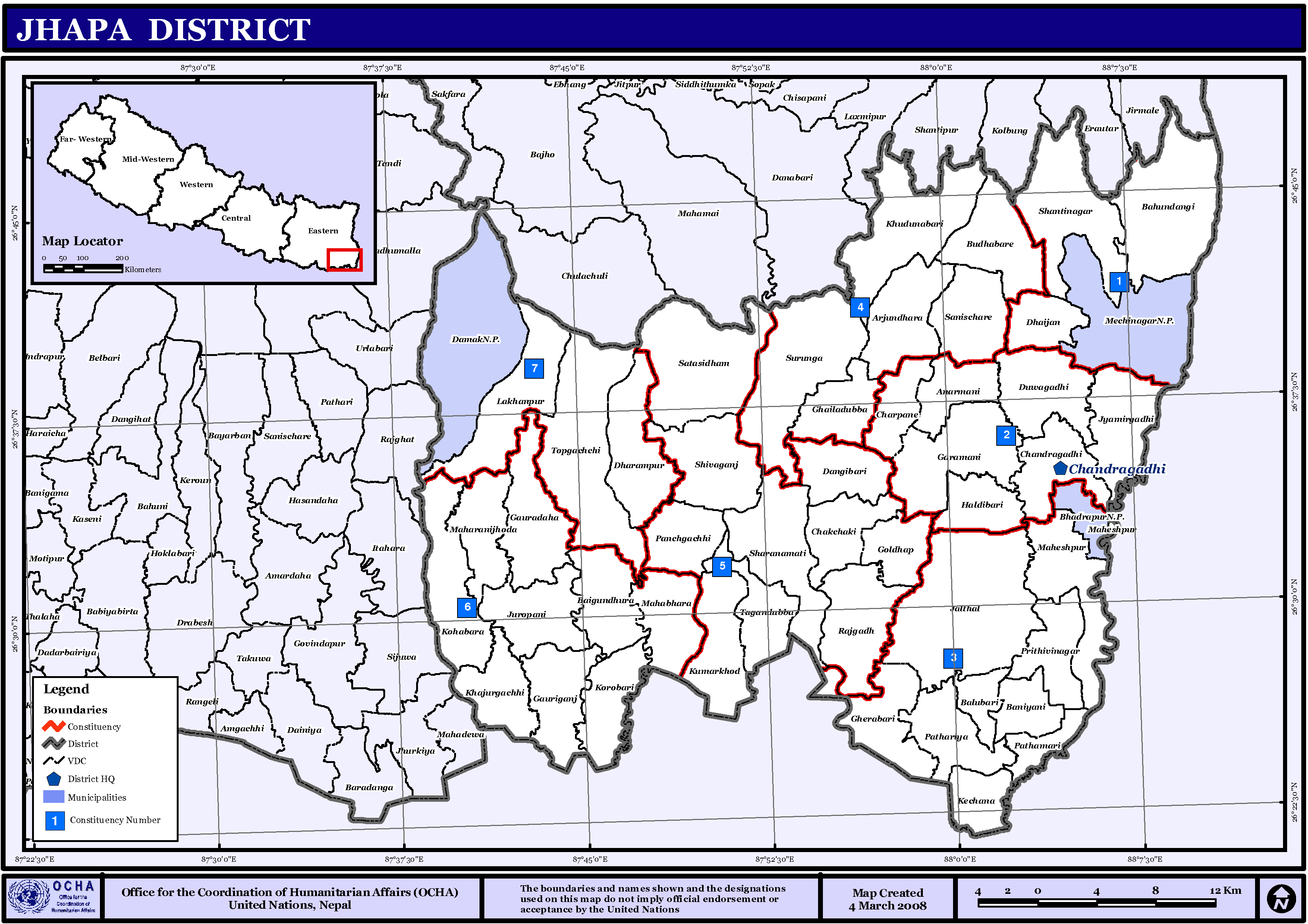
Kaart van het district Jhapa

Jhapa (Nepalees: झापा) is een van de 75 districten van Nepal. Het ligt in de uiterste zuidoostelijke hoek van het land. Het district is gelegen in de zone Mechi en de hoofdplaats is Chandragadhi.

## Stedenendorpscommissies[2][3]
- Stad: Nepalees: nagarpalika of N.P.; Engels: municipality;
- Dorpscommissie: Nepalees: panchayat; Engels: village development committee of VDC.

- Steden (3): Bhadrapur, Damak, Mechinagar.
- Dorpscommissies (47): Anarmani, Arjunchara (of: Arjundhara), Bahundangi, Baigundhura, Balubari (of: Balubadi), Baniyani, Budhabare, Chakchaki, Chandragadhi, Charpane, Dangibari, Dhaijan, Dharampur, Duwagadi (of: Duwagadhi), Garamani, Gauradaha, Gauriganj, Ghailadubba, Gherabari, Goldhap, Haldibari, Jalthal, Juropani, Jyamirgadhi, Kechana, Kerabari (of: Kohabara), Khajurgachhi, Khudunabari, Kohabara, Kumarkhod, Lakhanpur, Mahabara (of: Mahabhara), Maharanijhoda, Maheshpur, Panchgachhi, Pathamari, Pathariya, Prithvinagar, Rajgadh, Sanischare, Santinagar (of: Shantinagar), Satasidham, Sharanamati, Shivagan (of: Shivaganj), Surunga, Tagandubba (of: Taghandubba), Topgachchi (of: Topgachhi).

Achham · 
Arghakhanchi · 
Baglung · 
Baitadi · 
Bajhang · 
Bajura · 
Banke · 
Bara · 
Bardiya · 
Bhaktapur · 
Bhojpur · 
Chitwan · 
Dadeldhura · 
Dailekh · 
Dang · 
Darchula · 
Dhading · 
Dhankuta · 
Dhanusa · 
Dolkha · 
Dolpa · 
Doti · 
Gorkha · 
Gulmi · 
Humla · 
Ilam · 
Jajarkot · 
Jhapa · 
Jumla · 
Kailali · 
Kalikot · 
Kanchanpur · 
Kapilvastu · 
Kaski · 
Kathmandu · 
Kavrepalanchok · 
Khotang · 
Lalitpur · 
Lamjung · 
Mahottari · 
Makwanpur · 
Manang · 
Morang · 
Mugu · 
Mustang · 
Myagdi · 
Nawalparasi · 
Nuwakot · 
Okhaldhunga · 
Palpa · 
Panchthar · 
Parbat · 
Parsa · 
Pyuthan · 
Ramechhap · 
Rasuwa · 
Rautahat · 
Rolpa · 
Rukum · 
Rupandehi · 
Salyan · 
Sankhuwasabha · 
Saptari · 
Sarlahi · 
Sindhuli · 
Sindhulpalchok · 
Siraha · 
Solukhumbu · 
Sunsari · 
Surkhet · 
Syangja · 
Tanahu · 
Taplejung · 
Terhathum · 
Udayapur